# Auslandswahlkreis (Frankreich)
In Folge der Reform der französischen Verfassung im Juli 2008 wurden für die kommenden Wahlen zur Nationalversammlung Auslandswahlkreise für im Ausland wohnende Franzosen eingerichtet. Angewandt wurde diese neue Regelung erstmals bei den Wahlen im Juni 2012. Aktuell gibt es elf Wahlkreise für die im Ausland wohnen Franzosen, wobei jeder dieser Wahlkreise einen Abgeordneten stellt.

## Wahlkreise
Der Umfang der Wahlkreise wird durch die Anzahl der Franzosen bestimmt, die in den entsprechenden Ländern wohnhaft sind. Durch diese Regelung unterscheiden sich die Wahlkreise deutlich. Während Europa in mehrere Wahlkreise eingeteilt ist, werden fast ganz Asien und Ozeanien mit Teilen Osteuropas zu einem einzigen Wahlkreis zusammengefasst. Dennoch ist die Zahl der Wähler in den Wahlkreisen nicht gleichmäßig verteilt. Insbesondere der erste Wahlkreis sticht hierbei heraus, da in diesem weit mehr Franzosen wohnen als in den übrigen Wahlkreisen, sodass eine Neueinteilung bei zukünftigen Wahlen möglich erscheint. Deutschland und Österreich sind derzeit Teil des siebten Wahlkreises, die Schweiz und Liechtenstein bilden gemeinsam den sechsten Wahlkreis.
Überblick der Wahlkreise:

## 15. Legislaturperiode (2017–2022)
| Wahlkreis          | Wahlkreis | Weltregion/Staaten                          | Anzahl der Staaten | Anzahl Stimmberechtigte 2022 | Abgeordnete              | Partei des Abgeordneten                                       |
| ------------------ | --------- | ------------------------------------------- | ------------------ | ---------------------------- | ------------------------ | ------------------------------------------------------------- |
| Erster Wahlkreis   |           | Vereinigte Staaten, Kanada                  | 02                 | 231.328                      | Roland Lescure           | La République en Marche                                       |
| Zweiter Wahlkreis  |           | Mexiko, Zentralamerika, Karibik, Südamerika | 33                 | 089.012                      | Paula Forteza            | La République en Marche, anschließend parteilos               |
| Dritter Wahlkreis  |           | Nordeuropa                                  | 10                 | 168.869                      | Alexandre Holroyd        | La République en Marche                                       |
| Vierter Wahlkreis  |           | Benelux                                     | 03                 | 157.593                      | Pieyre-Alexandre Anglade | La République en Marche                                       |
| Fünfter Wahlkreis  |           | Iberische Halbinsel, Monaco                 | 04                 | 103.299                      | Stéphane Vojetta         | La République en Marche                                       |
| Sechster Wahlkreis |           | Schweiz, Liechtenstein                      | 02                 | 174.820                      | Joachim Son-Forget       | La République en Marche, anschließend Reconquête              |
| Siebter Wahlkreis  |           | Zentraleuropa, Balkan                       | 15                 | 123.010                      | Frédéric Petit           | Mouvement démocrate                                           |
| Achter Wahlkreis   |           | Weitere Teile Südeuropas, Kleinasien        | 08                 | 131.135                      | Meyer Habib              | Union des démocrates et indépendants                          |
| Neunter Wahlkreis  |           | Maghreb, Westafrika                         | 16                 | 159.555                      | M’jid El Guerrab         | La République en Marche, anschließend Parti radical valoisien |
| Zehnter Wahlkreis  |           | Mittlerer Osten, weitere Teile Afrikas      | 48                 | 140.782                      | Amal Amélia Lakrafi      | La République en Marche                                       |
| Elfter Wahlkreis   |           | Osteuropa, Ozeanien, weitere Teile Asiens   | 49                 | 135.369                      | Anne Genetet             | La République en Marche                                       |

Quelle

## 14. Legislaturperiode (2012–2017)
| Wahlkreis          | Wahlkreis | Weltregion/Staaten                          | Anzahl der Staaten | Anzahl Stimmberechtigte | Abgeordnete           | Partei des Abgeordneten              |
| ------------------ | --------- | ------------------------------------------- | ------------------ | ----------------------- | --------------------- | ------------------------------------ |
| Erster Wahlkreis   |           | Vereinigte Staaten, Kanada                  | 02                 | 202.014                 | Frédéric Lefebvre     | Union pour un mouvement populaire    |
| Zweiter Wahlkreis  |           | Mexiko, Zentralamerika, Karibik, Südamerika | 33                 | unbekannt               | Sergio Coronado       | Europe Écologie-Les Verts            |
| Dritter Wahlkreis  |           | Nordeuropa                                  | 10                 | unbekannt               | Axelle Lemaire        | Parti socialiste                     |
| Vierter Wahlkreis  |           | Benelux                                     | 03                 | unbekannt               | Philip Cordery        | Parti socialiste                     |
| Fünfter Wahlkreis  |           | Iberische Halbinsel, Monaco                 | 04                 | unbekannt               | Arnaud Leroy          | Parti socialiste                     |
| Sechster Wahlkreis |           | Schweiz, Liechtenstein                      | 02                 | 155.743                 | Claudine Schmid       | Union pour un mouvement populaire    |
| Siebter Wahlkreis  |           | Zentraleuropa, Balkan                       | 15                 | 142.427                 | Pierre-Yves Le Borgn’ | Parti socialiste                     |
| Achter Wahlkreis   |           | Weitere Teile Südeuropas, Kleinasien        | 08                 | unbekannt               | Meyer Habib           | Union des démocrates et indépendants |
| Neunter Wahlkreis  |           | Maghreb, Westafrika                         | 16                 | unbekannt               | Pouria Amirshahi      | Parti socialiste                     |
| Zehnter Wahlkreis  |           | Mittlerer Osten, weitere Teile Afrikas      | 48                 | unbekannt               | Alain Marsaud         | Union pour un mouvement populaire    |
| Elfter Wahlkreis   |           | Osteuropa, Ozeanien, weitere Teile Asiens   | 49                 | unbekannt               | Thierry Mariani       | Union pour un mouvement populaire    |

- Keinem Wahlkreis zugeordnet bzw. ohne Vertreter: Bhutan, Nordkorea, Westsahara, Frankreich